# Pycnophyllum peruvianum
Pycnophyllum peruvianum är en nejlikväxtart som beskrevs av Muschler. Pycnophyllum peruvianum ingår i släktet Pycnophyllum och familjen nejlikväxter. Inga underarter finns listade i Catalogue of Life.